# Lisa Larson
Lisa Larson (ur. 9 września 1931, zm. 11 marca 2024 w Nacka) – szwedzka ceramiczka, projektantka i rzeźbiarka.

## Życiorys
Urodziła się w 1931 roku. Studiowała w Göteborgu. Na zaproszenie Stiga Lindberga w 1954 roku została przyjęta na rok do studia eksperymentalnego fabryki Gustavsberg. Ostatecznie związała się z fabryką na dekady, pracując tam do 1980 roku i tworząc popularne w Szwecji wzory figurek ceramicznych. Jej projekty figurek adwentowych i kotów stały się częstą ozdobą szwedzkich domostw.
Oprócz figurek dla fabryki Gustavsberg, projektowała także płytki ceramiczne, tworzyła rysunki i rzeźby. Wraz z mężem ceramikiem Gunnarem Larsonem gościła w ramach rezydencji artystycznej w pracowni Petera Voulkosa w Berkeley. W 1992 roku założyła Keramikstudion wraz z Franco Nicolosim i Sivem Solinem. W 2008 roku rozpoczęła współpracę z Johanną, swą córką zajmującą się projektowaniem graficznym, przy projektowaniu tkanin.

## Galeria

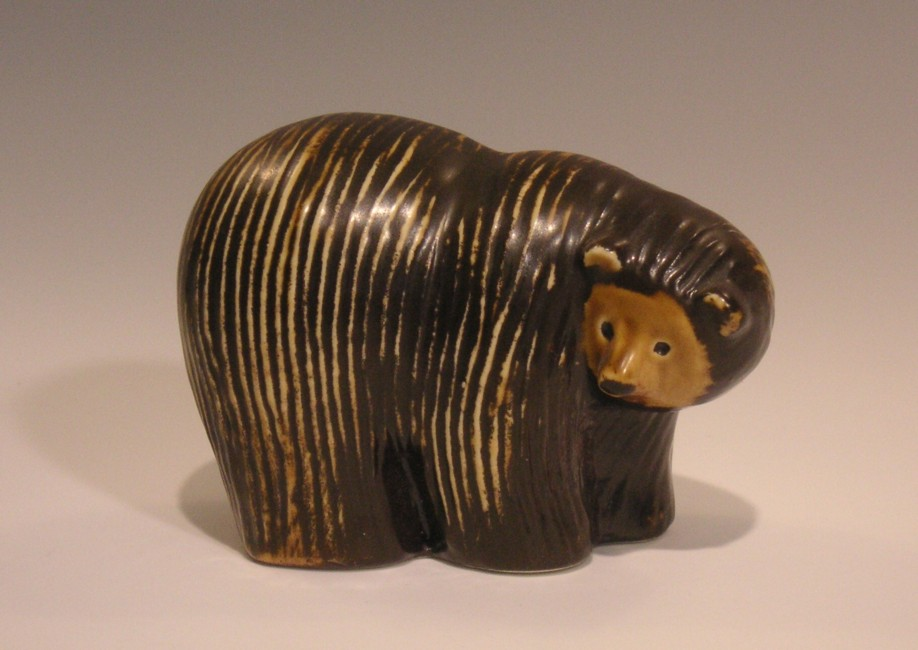
Björn
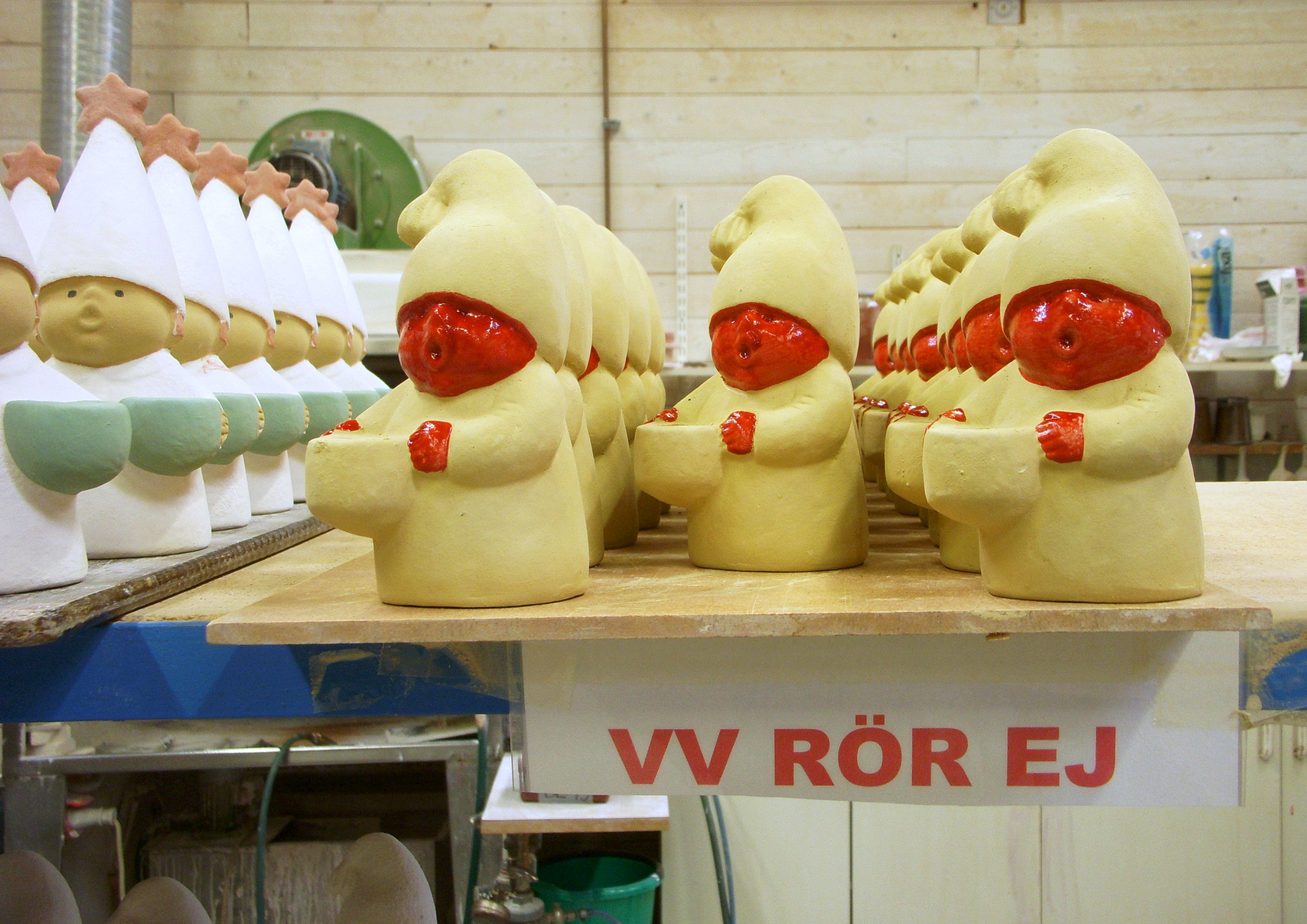
Figurki adwentowe
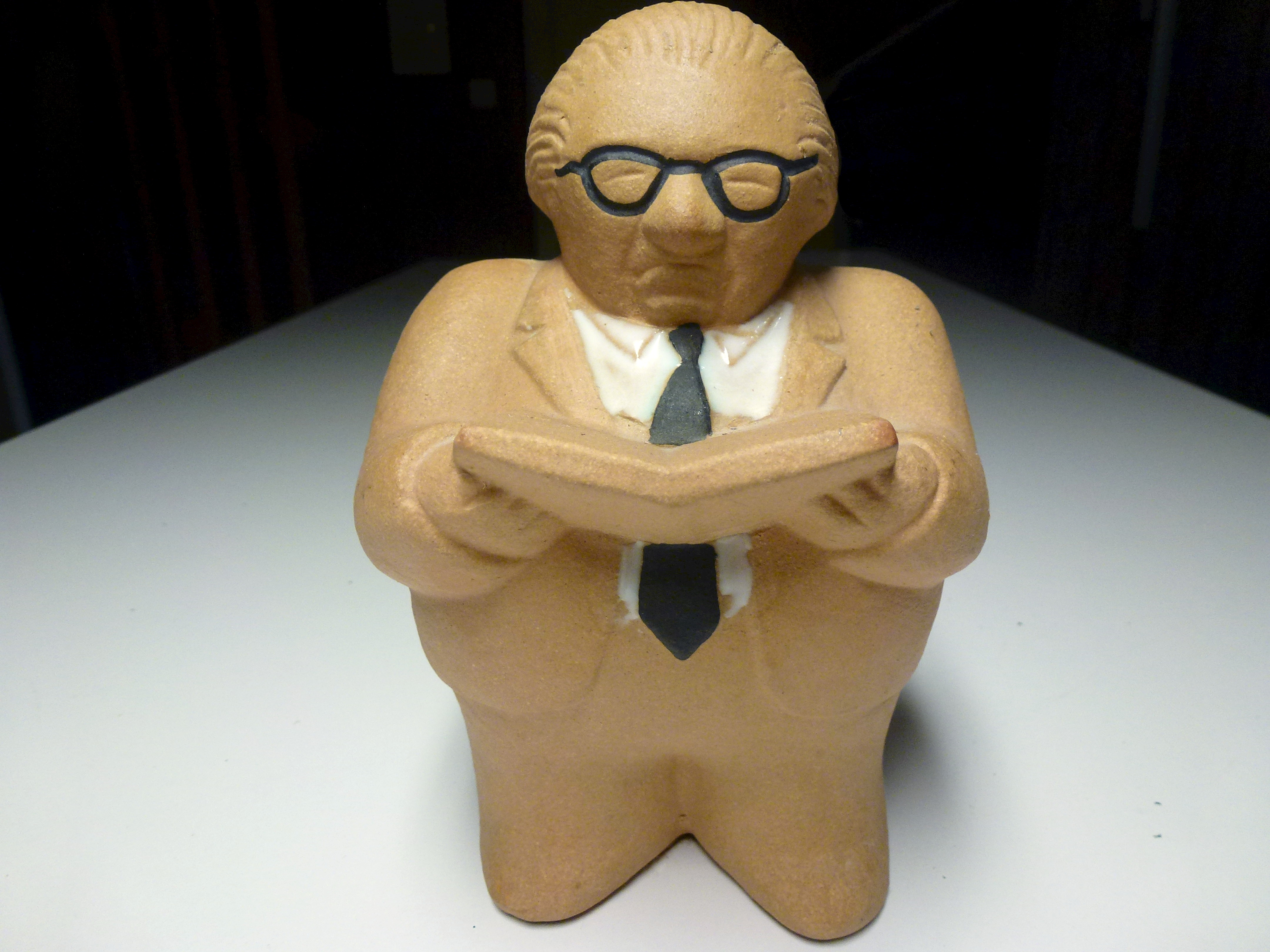
Gunnar Sträng, kasa oszczędnościowa
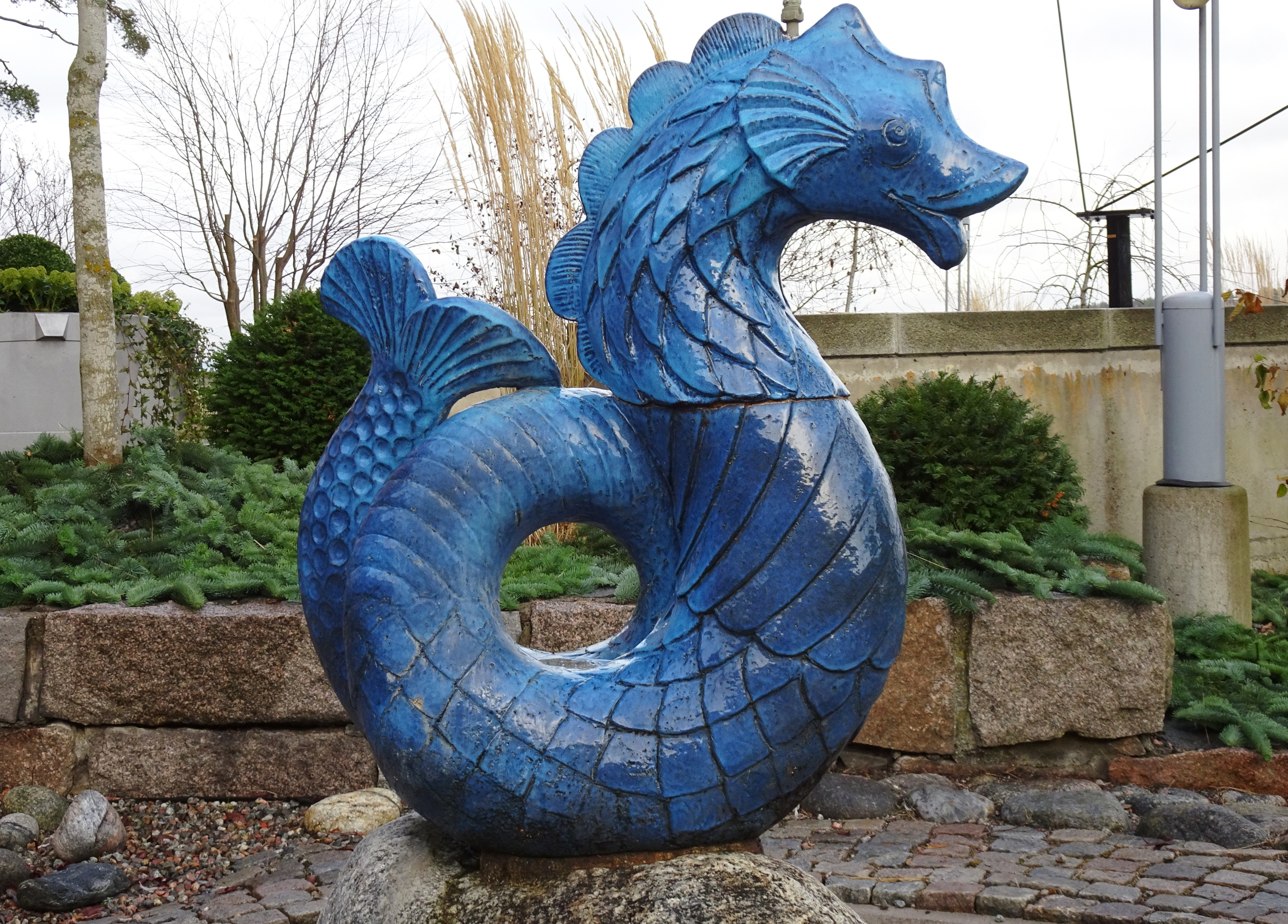
Saltsjöbadsodjuret